# Rakt på med K-G Bergström
Rakt på med K-G Bergström var ett tv-program lett av den politiska kommentatorn K-G Bergström. Programmet var under våren 2009 inne på sin fjärde säsong. Tidigare säsonger sändes hösten 2007, våren 2008 och hösten 2008. 
I programmet intervjuade Bergström olika gäster. Variationen har varit stark, både under säsongen som i enskilda program. Som politisk kommentator och f.d. sportjournalist har gästerna ofta varit idrottare eller politiker. Vid politikerbesök har Bergström även bjudit in en panel, som har kommenterat vad den intervjuade sagt tidigare i programmet.
Den 16 mars 2009 meddelade Bergström att han kommer minska sin arbetsinsats på SVT, efter att han närmat sig pensionsålder. Han kommer efter att det sista programmet Rakt på endast göra mindre insatser i Gomorron Sverige på SVT. Sista Rakt på sändes 17 mars 2009.

## Gäster hösten 2007 (urval)
- Fredrik Reinfeldt
- Gudrun Schyman
- Carl Bildt
- Anja Pärson
- Björn Borg
- Margot Wallström
- Carolina Klüft

## Gäster våren 2008 (urval)
- Charlotte Kalla
- Babben Larsson
- Fredrik Reinfeldt
- Mona Sahlin
- Susanna Kallur
- Björn Ulvaeus
- Maria Wetterstrand

## Gäster hösten 2008 (urval)
- Sven-Göran Eriksson
- Pär Nuder
- Ingvar Kamprad
- Jennifer Granholm
- Marta
- Göran Persson
- Eva Hamilton
- Maud Olofsson
- Gunde Svan
- Lars Ohly
- Peter Eriksson

## Gäster våren 2009 (urval)
- Ingrid Betancourt
- Carl Bildt
- Jan Eliasson